# Constança Miquel
Constança Miquel va ser originària del Principat de Catalunya, igual que el seu marit, Guillem Ferrer, notari de Palamós. Va ser mare de Sant Vicent Ferrer el 23 de gener de 1350. Quan va morir, el seu fill, que tenia 40 anys, predicava per les terres del regne d'Aragó. La llegenda explica que sant Vicenç va començar a fer miracles abans de néixer. Una veïna cega va assegurar que havia recuperat la vista després de posar el cap sobre el ventre de la mare.